# Mathew Horne
Mathew Frazer Horne, född 6 september 1978 i Burton Joyce i Nottinghamshire, är en brittisk komiker och skådespelare.

## Utmärkelser
Horne har bland annat vunnit National Television Awards som Best Actor in a TV Series för sin roll i Gavin & Stacey 2021.

## Rollista i urval
- 2004 – Vanity Fair
- 2004–2005 – Carrie & Barry (TV-serie)
- 2004–2007 – The Catherine Tate Show (TV-serie)
- 2007–2024 – Gavin & Stacey (TV-serie)
- 2007 – Robin Hood (TV-serie)
- 2009 – Horne & Corden (TV-serie)
- 2009 – Planet 51 (röst)
- 2009–2012 – Phineas & Ferb (TV-serie) (röst)
- 2013 – Mord i paradiset (TV-serie)
- 2014–2022 – Agatha Raisin – privatdetektiv (TV-serie)